# Ель-Ромераль (Толедо)
Ель-Ромераль (ісп. El Romeral) — муніципалітет в Іспанії, у складі автономної спільноти Кастилія-Ла-Манча, у провінції Толедо. Населення — 771 особа (2010).
Муніципалітет розташований на відстані близько 80 км на південь від Мадрида, 55 км на схід від Толедо.

## Демографія
Динаміка населення (INE ):

## Галерея зображень

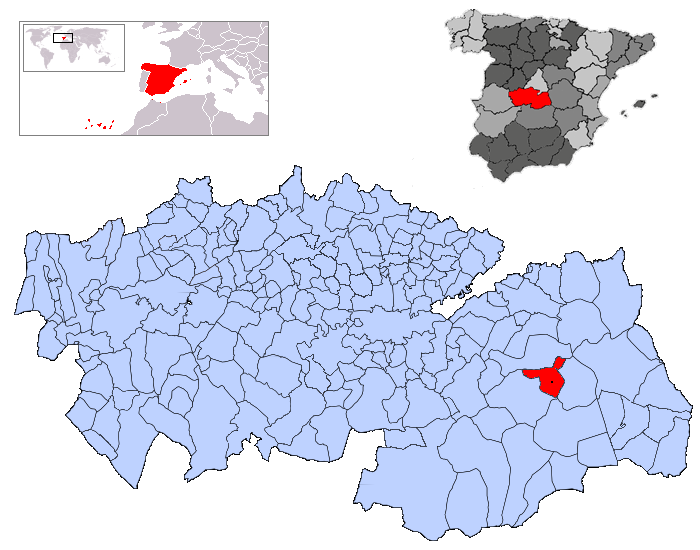
Розташування муніципалітету у провінції Толедо